# Matanikau River
Matanikau River är en flod på Guadalcanal, Salomonöarna är belägen på den nordvästra delen av ön. Under Guadalcanalkampanjen i andra världskriget utspelade sig flera sammandrabbningar mellan amerikanska och japanska styrkor nära floden.